# Chiesa di Greensted
La chiesa di Greensted si trova nel piccolo villaggio di Greensted, vicino a Chipping Ongar nell'Essex, una contea del Regno Unito; è la più antica chiesa in legno al mondo e probabilmente il più antico edificio in legno strutturale in Europa ancora in piedi, sebbene soltanto in parte, essendo rimasta solo una parte della struttura in legno originaria. Le mura in palizzate di quercia vengono spesso classificate come resti di una palisadekirke o un tipo primitivo di stavkirke, datata sia nel IX secolo che nell'XI secolo.
La chiesa si trova a quasi 2 km a ovest del centro cittadino di Chipping Ongar. Il suo nome completo è "The Church of St. Andrew Greensted juxta-Ongar" ("La Chiesa di Sant'Andrea di Greensted accanto ad Ongar"), ma viene comunemente conosciuta semplicemente come Chiesa di Greensted dagli abitanti del luogo e dai turisti. La chiesa è ancora funzionante e vi viene celebrata settimanalmente una funzione religiosa (anglicana). Mantiene un piccolo, ma costante, flusso turistico.

## Storia
La chiesa di Greensted è in piedi da quasi 1200 anni, tuttavia prove archeologiche suggeriscono che nel sito, prima della struttura permanente, ci potrebbe essere stata un'altra chiesa o luogo sacro, possibilmente a partire dal IV secolo.
Si crede che la costruzione della prima chiesa permanente su questo luogo sia cominciata poco dopo che san Cedda cominciò la sua opera di conversione del popolo anglosassone, attorno al 654. Sono stati scoperti i resti archeologici di due semplici costruzioni in legno sotto al pavimento, e si crede che questi siano stati costruiti alla fine del VI secolo o all'inizio del VII secolo.
La dedica della chiesa a Sant'Andrea suggerisce una fondazione celtica del santuario originario. Si dice che il corpo di re Edmondo dell'Anglia orientale (che morì nell'870 presso Hoxne) abbia riposato qua nel 1013, durante il viaggio verso la sepoltura definitiva nel sepolcro a luii dedicato ("Bury St Edmunds").

## Costruzione

Una finestra in vetro colorato rappresentante Sant'Edmondo visibile all'interno della chiesa.

Un dettaglio interessante è il cosiddetto "Strabismo del Lebbroso" sul lato nord. In passato si supponeva che questa piccola apertura nel muro in quercia servisse ai lebbrosi, che non potevano accedere alla chiesa con il resto della popolazione, per ricevere una benedizione dal prete. Oggi si crede che sia invece un'acquasantiera.
La chiesa, come molte altre, ha avuto ulteriori aggiunte e lavori nel corso dei secoli.

### Rinnovi Normanni
La navata è quasi del tutto quella originaria, e ricerche dendrocronologiche negli anni sessanta l'hanno datata all'845. Nel 1995 tuttavia questa data è stata corretta nel 1053 + 10–55 anni (in un periodo tra il 1063 e il 1108). È fatta di grossi tronchi di quercia tagliati a metà, una forma di costruzione anglosassone tradizionale, tuttavia la nuova datazione la assegnerebbe all'inizio dell'era normanna, suggerendo che è stata costruita, o ricostruita, dagli artigiani locali per il nuovo Signore del Maniero ("Lord of the Manor") dopo la conquista normanna. I plinti in selce delle mura e il presbiterio all'interno del santuario sono tutto quello che rimane delle lavorazioni riconoscibili normanne.

### 1500
Il regno di Enrico VII vide molti cambiamenti in Inghilterra che si riflessero sui cambiamenti fatti alla Chiesa in quel periodo. Il coro originale era piccolo e costruito in legno, ma quello attuale in mattoni è databile a questo periodo.

### 1600–1800
La distintiva torre in legno bianco fu aggiunta nel periodo degli Stuart (XVII secolo) ed è ciò che attira l'occhio inizialmente. Una delle sue campane reca un'iscrizione che dice "William Land made me 1618" ("William Land mi ha costruito nel 1618"), e molti credono che la torre sia comunque stata costruita prima. Questo non sarebbe così sorprendente, dato che vi sono numerose torri in legno medioevali nel distretto.
Intorno a questo periodo sono state aggiunte per la prima volta le tre finestre ad abbaino alla navata e fu aggiunto il portico a sud. Un frammento di vetro del XV secolo è visibile al centro della finestra a quadrifoglio nel lato a ovest, ma vi fu inserito durante il restauro vittoriano. La commemorazione più recente è dedicata a Jone Wood, 1585.

### Restauro Vittoriano
Lavori di ristrutturazione vittoriani nel XIX secolo aggiunsero alcune dettagliate lavorazioni in muratura all'edificio assieme a, molto probabilmente, alcune delle decorazioni più ornate all'esterno.
Il lavoro sostituì specificamente tre finestre ad abbaino con sei di esse e venne anche ricostruito il portico, con altre alterazioni minori e coperture in pietra.

## Eventi di rilievo
Nel 1013 un antico documento di cronaca registra che il corpo di Sant'Edmondo fu depositato, per una notte, nella chiesa di Greensted. Vi sono molti tributi a questo santo al suo interno.
Inoltre, vicino al portico, un grosso e piatto coperchio in pietra segna il luogo di riposo di un crociato sconosciuto che si dice sia arrivato, gravemente ferito, alla chiesa e là sia morto. Il fatto che sia fatto in pietra, materiale non locale, e messo contro il muro sud, suggerisce che egli era considerato un eroe.
I martiri di Tolpuddle ottennero fattorie in locazione nella zona dopo che non furono più in grado di ritornare alle loro case a Dorset e la registrazione del matrimonio di uno di loro, James Brine, si può vedere nell'attuale registro.